# Dombeya lavasoensis
Dombeya lavasoensis är en malvaväxtart som beskrevs av Arenes. Dombeya lavasoensis ingår i släktet Dombeya och familjen malvaväxter. Inga underarter finns listade i Catalogue of Life.